# Ulrich Krüger (Politiker, 1929)

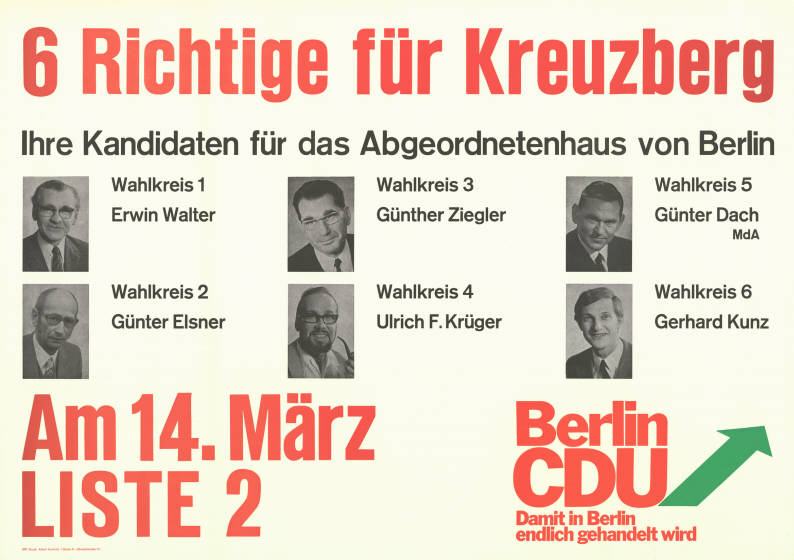
Wahlplakat der CDU Kreuzberg zur Wahl 1971

Ulrich F. Krüger (* 2. April 1929 in Berlin; † 22. September 2018 ebenda) war ein deutscher Politiker (CDU).
Ulrich F. Krüger besuchte ein Gymnasium und machte 1947 das Abitur. Schon in der Schule trat er 1946 der CDU bei, allerdings trat er bereits 1948 wieder aus der Partei aus. Anschließend wurde er zunächst Schulhelfer. Er legte 1950 die 1. und 1953 die 2. Lehrerprüfung ab und wurde Lehrer an einer Hauptschule in Berlin-Kreuzberg. 1966 trat er erneut der CDU bei und studierte ab 1969 Ostrecht und Staatsrecht am Osteuropa-Institut der Freien Universität Berlin. 
Bei der Berliner Wahl 1981 wurde Krüger erstmals in das Abgeordnetenhaus von Berlin gewählt. Bei der folgenden Wahl 1985 konnte er sogar das Direktmandat für den Wahlkreis Kreuzberg 4 gewinnen. Auch bei der Wahl 1990 konnte er erneut diesen Wahlkreis holen. 1992 ging er in den Ruhestand und schied 1995 aus dem Parlament aus.
Krüger war Mitglied der Deutsch-Israelischen Gesellschaft in Berlin.